# Hammerschrott
Hammerschrott ist ein Gemeindeteil des Marktes Neuhaus an der Pegnitz im Landkreis Nürnberger Land (Mittelfranken, Bayern). Hammerschrott liegt in der Gemarkung Höfen.

## Lage
Das Dorf liegt im Pegnitztal, etwa 800 m nordöstlich von Neuhaus und unmittelbar angrenzend. Eine Gemeindeverbindungsstraße führt zur Staatsstraße 2162 bei Neuhaus (0,1 km südöstlich) bzw. nach Mosenberg (1,6 km nördlich).

## Geschichte

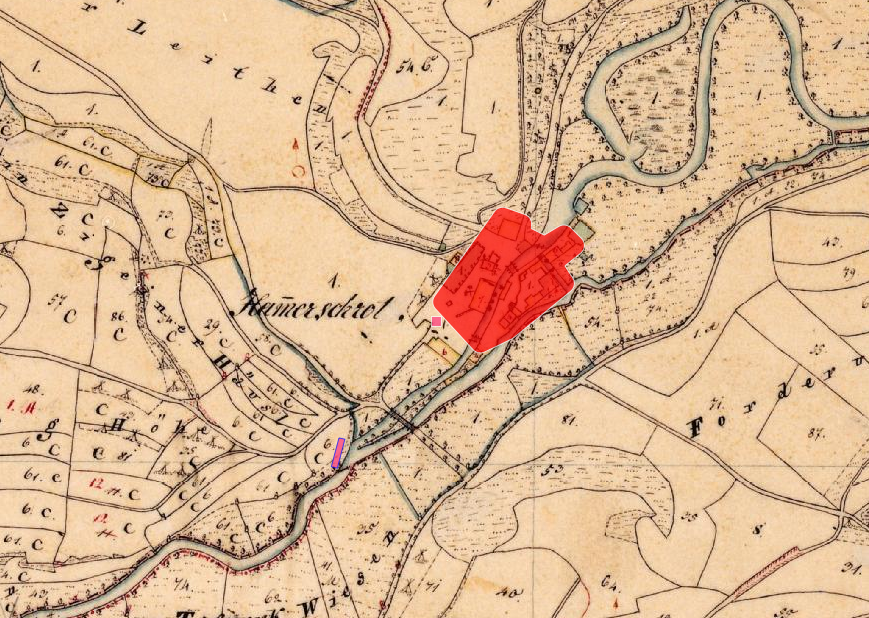
Lageplan von Hammerschrott auf dem Urkataster von Bayern

1326 wurde der Ort im bayerischen Salbuch als „Hammer Schrotonis“, also als Hammer eines Schroto erwähnt. 1407 wurde er als Bamberger Lehen genannt. Der Eisenhammer war 1387 Mitglied in der Oberpfälzer Hammereinigung („Hans Hegnein ... auch mit zwai herden vnd mit dem hamer zu dem Newenhaws“). Die Anlage wird als Bodendenkmal unter der Aktennummer D-5-6335-0057 im Bayernatlas als „Hammerschmiede und Herrensitz des Mittelalters und der Neuzeit“. 
Der Hammer Schrott war einst ein größeres Industrieunternehmen. Dazu gehörte im Mittelalter auch ein Herrensitz. Zu den ständig Beschäftigten gehörten ein Schmelzmeister, ein Schmiedemeister, ein Hauer und ein Kohlmesser sowie Eisenarbeiter und Fuhrknechte. Aus dem Hammer wurde eine Bronzefabrik und später eine Holzwollefabrik. Der Besitzer Eberhard Weith ließ ein Kraftwerk einrichten. Aufgrund dieser Neuerung gab es in Neuhaus bereits 1911 elektrisches Licht. Das Elektrizitätswerk versorgte die Orte Neuhaus, Krottensee und Hammerschrott mit elektrischem Strom. 1983 wurde das E-Werk an das Überlandwerk Oberfranken verkauft.
1988 lebten in Hammerschrott 69 Einwohner in 11 Häusern.

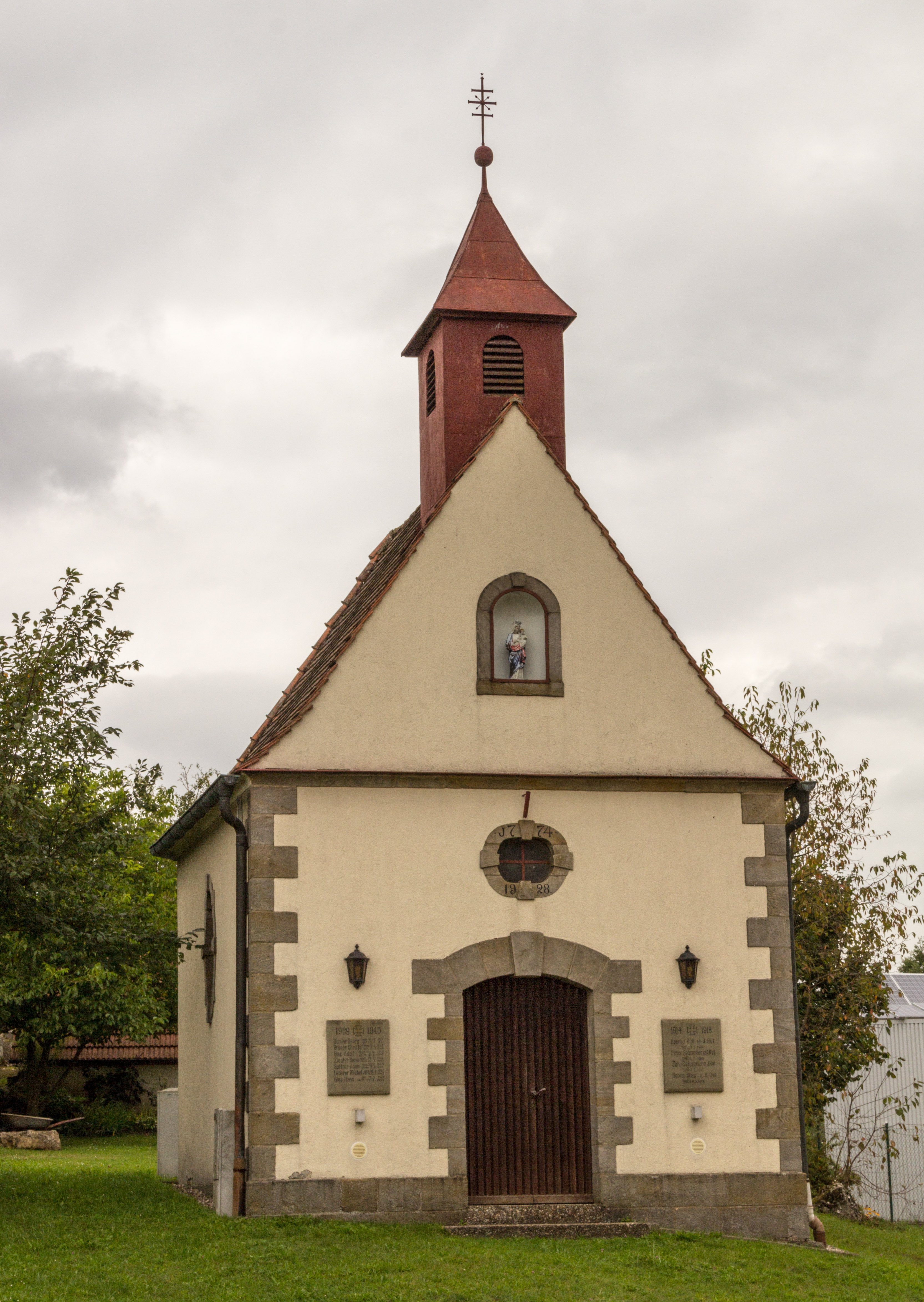
Ortskapelle

Im Ortskern befindet sich eine katholische Ortskapelle. Der barockisierende Neubau von 1928 ist mit einem Dachreiter versehen. Das ursprüngliche Gebäude, aus dem die Ausstattung stammt, wurde 1774 errichtet. Die Kapelle ist als Baudenkmal ausgewiesen.